# هيرمان من ألاسكا
هيرمان من ألاسكا (بالروسية: Преподобный Ге́рман Аляскинский)؛ (1756 - 15 نوفمبر 1837) هو راهب روسي أرثوذكسي بعث في مهمة تبشيرية إلى ألاسكا، في فترة كانت فيها هذه الولاية جزء من أمريكا الروسية. وعبر طريقته اللطيفة في الكلام وزهده في الحياة، نال هيرمان محبة السكان الأصليين والمستعمرين الروس على حد السواء. يعتبره العديد من المسيحيين الأرثوذكس شفيعا لسائر أمريكا الشمالية.

## حياته قبل البعثة
ولد القديس هيرمان في قرية سربوخوف بالقرب من موسكو وأمضى شبابه هناك قبل أن ينتقل إلى فالام ويترهبن فيها. كان هيرمان متواضعا حتى أنه رفض لمرتين مقترحا للمطران غبريال من سانت بطرسبرغ بأن يرسم كاهنا ويلتحق بالبعثة التبشرية نحو الصين، وفضل بالأحرى الحياة النسكية منفردا في صومعته في فالام. وكانت هذه الأخيرة مركزا روحيا في حياة القديس ومسيرته إذ أنه احتفظ بذكراها حتى بعد إرساله إلى ألاسكا؛ ففي رسالة بعث بها إلى الأب نزاريوس، يقول هيرمان:

## المهمة في ألاسكا
بتوافد المعمرين الروس إلى الأراضي الجديدة، اتخذ الرجال الروسيون زوجات لهم من بنات الأرض، فتحول الكثيرون إلى الأرثوذكسية. وعليه؛ ناشد المعمرون السينودس المقدس للكنيسة الروسية توفير قسيس لخدمة السكان الأصليين. لكن عوضا عن قس واحد؛ بعثت الملكة كاثرين الثانية بمهمة كاملة إلى أمريكا، وتحت إشراف المطران غبريال من سانت بطرسبرغ، تم إرسال عشرة رهبان من فالام، من ضمنهم هيرمان. وصل المبشرون إلى كودياك في 24 سبتمبر 1794. حيث اشتغلوا في خدمة الأرض وإعداد الخبز، وشرعوا في بناء دير وكنيسة. خلال سنوات الخدمة، تم عماد أكثر من 7 آلاف شخص. وبحلول سنة 1807، توج هيرمان برئاسة البعثة رغم أنه لم يرسم كاهنا.
أدار هيرمان مدرسة البعثة، حيث لقن الأطفال الترنيم وعلمهم القراءة والكتابة. كما علم المزارعين البسطاء مختلف طرق خدمة الأرض، لاحقا، لما انتقل إلى سبروس. انتقل إليها لأنه مازال يتوق إلى حياة النسك والعزلة..

## نسكه في سبروس

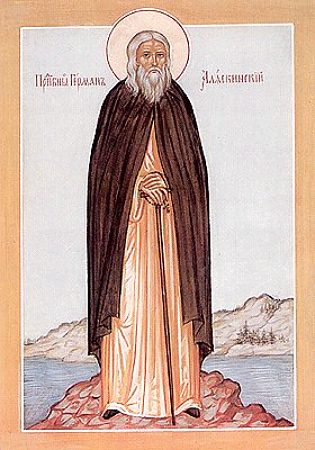
القديس هيرمان واقفا على صخرة مطلة على ساحل جزيرة سبروس.

بعد تقاعده، (1811 إلى 1817 تقريبا) انتقل هيرمان إلى سبروس. وأطلق الأخير على الصومعة التي قضى فيها نسكيته اسم "فالام الجديدة" لارتباطه الروحي بالمدينة، حبيبته، كما ذكر في الرسالة. كان يرتدي ملابس بسيطة وينام على مقعد مغطى بجلد الأيل. ولما سُئل كيف يمكنه احتمال الوحدة والعزلة في الغابة، أجاب:
قضى هيرمان بقية حياته في صومعته، حيث رقد في الرب يوم 15 نوفمبر 1837.

## التطويب
يوم 11 مارس 1969، أعلن أساقفة الكنيسة الأرثوذكسية في أمريكا رسميا نيتهم إعلان قداسة هيرمان، كونه "مثالا يحتذى به لحياة مقدسة، لأجل منفعتنا الروحية والإلهام والراحة وتأكيد إيماننا.." في 9 أغسطس 1970، ترأس إيرينيئوس مطران أمريكا مع بولس رئيس أساقفة فنلندا ورجال دين آخرين خدمة إعلان القداسة التي أقيمت في كنيسة القيامة في كودياك. وفي نفس التاريخ، قام أساقفة الكنيسة الأرثوذكسية الروسية خارج روسيا أيضا بتطويب هيرمان في كاتدرائية العذراء المقدسة (فرح جميع الحزانى) في سان فرانسيسكو.